# Andrea Arnaboldi
Andrea Arnaboldi (Milano, 27 dicembre 1987) è un ex tennista italiano.
Insieme al francese Pierre-Hugues Herbert detiene il record dell'incontro al meglio dei 3 set più lungo e con più game giocati nella storia del tennis. Il 21 maggio 2015 infatti, in un incontro di qualificazione al Roland Garros, Arnaboldi sconfigge il transalpino nel secondo turno di qualificazione con il punteggio di 6-4, 3-6, 27-25, rimanendo in campo 4 ore e 30 minuti e disputando 71 game; il risultato gli permette di superare sia il precedente record di durata di 4 ore e 26 minuti sia quello di incontro con il maggior numero di game pari a 67. Vinto anche l'ultimo turno delle fasi preliminari, accede per il secondo anno consecutivo al tabellone principale del torneo parigino dove conquista il primo successo in carriera in uno Slam battendo in cinque set James Duckworth. Viene battuto al secondo turno dal numero 10 del mondo Marin Čilić.

## Carriera

### 2002 - 2007
Le prime apparizioni nel circuito ITF risalgono al 2002. La prima finale in questa categoria risale al 2004 quando in doppio a Horsholm, in Danimarca, giunge al match finale in coppia con il francese Tourte. La prima finale in singolare arriva nel marzo 2006 a Siracusa, torneo per il quale aveva ottenuto e sfruttato al meglio una wild card, cede a Fabio Fognini per 6-3, 6-3. Nell'estate dello stesso anno debutta anche nel circuito Challenger grazie ad una wild card a Mantova vincendo un match contro l'algerino Saoudi. Ad inizio 2007, partendo dalle qualificazioni raggiunge le semifinali a Murcia; torna in finale a giugno nell'ITF di Bassano ma perde contro il monegasco Balleret per 6-2, 6-1. Sempre in Italia si segnala nei Challenger di Como (perde ai quarti contro Rochus) e Genova (semifinale persa contro Cipolla), affacciandosi per la prima volta tra i primi 500 del ranking ATP. In coda alla stagione torna in una finale ITF in doppio a Sfax in Tunisia dove conquista il suo primo titolo in coppia con il tunisino Walid. A fine 2007 è numero 400 del mondo.

### 2008 - 2010
Ottiene buoni risultati in diversi ITF spagnoli di inizio anno e raggiunge la finale a Porec in Croazia, ma manca la conquista del primo titolo in carriera: perde contro lo sloveno Grega Zemlja in due set. In primavera gioca diversi Challenger italiani, grazie ad una serie di wild card. A luglio vince il secondo trofeo di doppio in Austria all'ITF di Kramsach, in coppia con il messicano Elizondo; poche settimane dopo a Tirgu Mures torna in finale in singolare ma viene sconfitto in tre set da Moraru, ma vince il trofeo di doppio in coppia con Vladislav Bondarenko. Nella seconda parte della stagione raggiunge altre tre finali Futures: in settembre in doppio a Bucarest con l'argentino Maximo Gonzalez, le altre due in singolare nei tornei spagnoli di Vilafranca e Maspalomas Gran Canaria dove finalmente conquista il primo titolo in singolare battendo lo spagnolo Cervantes Huegun. Sempre in Spagna bissa il successo tre mesi dopo a Cartagena superando Javier Genaro-Martínez in tre set. Si cimenta quindi in una serie di tornei Challenger (solitamente partendo dalle qualificazioni) e si segnala a Roma dove raggiunge i quarti di finale. Vittorioso nel Future di Parma in maggio, si spinge fino in semifinale a Lugano dove viene battuto da Starace. Con una classifica migliorata può misurarsi con le qualificazioni di tornei del circuito ATP a Stoccarda ed Amburgo, ma senza successo. A livello Challenger le semifinali di Todi lo proiettano vicino alla duecentesima posizione ATP, ma gli scarsi risultati dell'ultima parte di stagione gli fanno chiudere il 2009 al 243º posto del ranking.
Nel 2010 tenta per la prima volta le qualificazioni sia agli Australian Open, dove supera un turno ma cede a Ivan Dodig, che al Roland Garros, dove viene subito estromesso dall'israeliano Harel Levy. Non riesce però ad ottenere risultati di rilievo negli altri tornei (eccezion fatta per la finale del Future di Bologna persa contro Stoppini a giugno e per i due titoli in doppio conquistati in ottobre a Reggio Calabria e Dubrovnik; i quarti raggiunti nel Challenger di Cancun gli permettono comunque di restare entro i primi trecento del mondo a fine stagione.

### 2011 - 2013
Anche la stagione 2011 inizia in salita; a parte la finale di doppio di Padova, il primo risultato di rilievo è la semifinale al Challenger di Zagabria di maggio, persa contro Joao Souza. A giugno conquista la prima finale Challenger in carriera, nel torneo di doppio di Milano in coppia con Leonardo Tavares. Per un'altra prestazione di rilievo bisogna attendere ottobre quando a Biella vince il torneo battendo in finale il francese Obry e raggiunge la finale anche in doppio in coppia con Trusendi, sfiorando la doppietta. Nonostante il raggiungimento delle venti finali in carriera tra singolare e doppio, il ranking di Arnaboldi non ha fatto però segnare gli sperati miglioramenti durante il 2011.
Nella prima parte della stagione 2012 tenta ancora di accedere a tornei ATP ma fallisce le qualificazioni sia a Casablanca che a Belgrado. A maggio conquista due titoli consecutivi nei Futures di Pozzuoli e Getxo e raggiunge la terza finale in un mese a Parma; raggiunge poi due finali Futures in doppio, ad Appiano e Biella, senza però riuscire a conquistare il sesto titolo in carriera. A Novembre disputa con Matteo Viola la seconda finale di doppio in un torneo Challenger, perdendola contro Oswald - Pavić. A fine anno è numero 363 in singolare e, per la prima volta, 260 in doppio.
Nel 2013 bisogna attendere la primavera per vedere Arnaboldi di nuovo in corsa per qualche titolo; a maggio si impone con Andrea Basso a S. Margherita di Pula, poi raggiunge la finale in singolare a Cesena dove viene sconfitto da Andreozzi. In estate si spinge prima fino alle semifinali nei Challenger di Caltanissetta (in doppio) e Milano (in singolare), poi disputa la terza finale in carriera a Todi, in coppia con Gianluca Naso, ma anche stavolta viene sconfitto, per mano dei colombiani Giraldo e Rodriguez. La fase positiva si completa con il settimo titolo in singolare conquistato contro Trusendi a Sassuolo in luglio. A settembre prende parte per la prima volta alle qualificazioni degli US Open vincendo due incontri ma perdendo il match decisivo contro Dutra Silva. La stagione riserva ancora una finale Challenger, la quarta in doppio, in coppia con Giannessi a Stettino: stavolta a negare il primo titolo di categoria agli italiani sono Neal e Ken Skupski. Arnaboldi si avvicina a fine anno di nuovo ai primi duecento del mondo (in doppio arriva anche al 175 del ranking).

### 2014: Prima partecipazione a uno Slam
Ad inizio stagione tenta per la seconda volta le qualificazioni agli Australian Open quattro anni dopo il primo tentativo, con gli stessi esiti della prima partecipazione: supera il primo turno contro James Ward ma perde al secondo contro Herbert. Il risultato gli è comunque sufficiente per entrare per la prima volta tra i primi duecento del mondo. Nei mesi successivi tenta, senza fortuna, le qualificazioni anche a Zagabria e Houston, mentre ottiene discreti risultati a livello Challenger sia in singolare (semifinali a Bergamo e Vercelli) che in doppio (finale persa a Roma in coppia con Cipolla).
Il debutto in un torneo di livello superiore arriva nella più nobile delle cornici: al Roland Garros. Arnaboldi supera i tre turni di qualificazione eliminando Tatlot, Zeballos e McGee e si trova a disputare il suo primo incontro in uno Slam in un derby con Simone Bolelli, anche lui qualificato,  che aveva già incontrato due volte in stagione; come nei due precedenti recenti il milanese deve cedere il passo all'avversario che vince l'incontro con il punteggio di 6-4, 6-4, 6-2. Può tentare anche le qualificazioni all'ultimo Slam che gli mancava: a Wimbledon elimina un altro italiano al primo turno (6-3, 4-6, 6-0 a Matteo Viola) ma viene eliminato da Berankis in due set nell'incontro successivo. Ai successivi US Open invece Arnaboldi viene eliminato al primo turno delle qualificazioni. Non va a buon fine nemmeno l'ultimo tentativo di accedere ad un torneo ATP, a Stoccolma, dove supera due turni ma al round decisivo viene battuto da Dustin Brown. La stagione ha segnato il tentativo per Arnaboldi di fare il salto di qualità verso il circuito principale ma è la prima dal 2007 in cui non ha conquistato titoli. Chiude l'anno in posizione 181 del ranking ATP dopo aver toccato ad ottobre la posizione 153, suo miglior piazzamento di sempre.

### 2015
L'inizio di stagione è ancora nel segno del tentativo di avvicinarsi al circuito ATP. Tuttavia sia a Brisbane che a Sydney viene battuto al primo turno delle qualificazioni mentre agli Australian Open arriva al turno decisivo del tabellone cadetto, quando viene superato da Laurent Lokoli in tre set. In primavera torna a conquistare finali Challenger in doppio, prima a Kazan', in coppia con Viola, (sconfitta contro Elgin e Zelenay) poi ottenendo uno dei più importanti risultati del suo percorso finora: il trofeo di doppio del Challenger di Vercelli, ottenuto in coppia con il cileno Hans Podlipnik-Castillo: è il primo titolo Challenger nella carriera del canturino.
A maggio parte dalle qualificazioni al Foro Italico, supera Kukuškin e Napolitano, accedendo così per la prima volta al tabellone principale del Masters 1000 romano. Al primo turno si trova opposto al numero 20 del mondo David Goffin al quale cede dopo due ore di gioco e dopo aver vinto il primo set per 7-5 per poi perdere 6-2, 6-1 nei due successivi. Torna al Roland Garros di nuovo giocando le qualificazioni; dopo il primo turno superato contro Kudla, ha dato vita alla più lunga partita in tre set mai giocata nel successivo turno delle qualificazioni, giocando 71 games contro Herbert e superandolo dopo quattro ore e mezzo di gioco con il punteggio di 6-4, 3-6, 27-25. Al turno decisivo supera anche Marco Trungelliti e per il secondo anno consecutivo accede al tabellone principale dello slam parigino. Se l'anno prima il match dell'Open di Parigi aveva rappresentato la prima apparizione in uno slam, stavolta Arnaboldi riesce ad ottenere la prima vittoria in un torneo di questa levatura, dando vita ad un'altra maratona con l'australiano James Duckworth che, dopo oltre quattro ore di gioco, batte in rimonta con il punteggio di 4-6, 6(5)–7, 7–6(4), 7–6(2), 6-0. Al secondo turno si trova per la prima volta opposto ad un top 10: il croato Marin Čilić. Arnaboldi riesce a giocare alla pari per tutto il primo set, portandolo al tie-break poi perso per 7-3 cedendo nettamente per 6-1 negli altri due parziali. Nei cinque incontri di Parigi Arnaboldi è restato in campo quasi quindici ore onorando così al meglio il torneo su terra rossa più importante dell'anno.
A Wimbledon riesce a vincere due incontri di qualificazione contro Olivo e Andreozzi ma al terzo turno Dustin Brown gli sbarra la strada verso il tabellone principale. A luglio riesce ad accedere al tabellone principale di Båstad superando i tre turni eliminatori e poi incontrando Jerzy Janowicz dal quale viene superato per 6-4, 5-7; a Gstaad invece si ferma al terzo turno di qualificazione. Arriva secondo turno di qualificazione agli US Open dove, superato Mertens, viene eliminato da Menéndez Maceiras. Sul finire di stagione torna a disputare una finale di doppio al Challenger di Genova e a conquistare il secondo titolo di stagione in doppio in coppia con Antonio Sancic, a Rennes. Chiude la stagione al 158º posto in singolare e 166º in doppio.

### 2016 - 2018
Ad inizio stagione perde al primo turno delle qualificazioni sia a Doha che agli Australian Open che a Montpellier, dove però raggiunge per la prima volta una semifinale in doppio in coppia con Marc López. Esce al secondo turno di qualificazioni anche a Miami eliminato da Becker dopo aver battuto Luca Vanni. In aprile riesce a superare le qualificazioni prima a Bucarest, battendo Borza e Gaio prima di perdere con Robin Haase, poi all'Estoril eliminando Granollers Pujol e Caruso per poi perdere al primo turno contro Borna Ćorić. Non riesce a confermare né la partecipazione a Roma (perde al primo turno di qualificazioni con Lucas Pouille) né a Parigi dove arriva al terzo turno del torneo eliminatorio perdendo con Tobias Kamke; esce al primo turno di qualificazione anche a Wimbledon, perdendo contro Gō Soeda. Il risultato più rilevante della stagione arriva a Båstad dove supera due turni contro Trungelliti e Donskoj e raggiunge per la prima volta un quarto di finale ATP che disputa con Albert Ramos Viñolas al quale cede dopo quadi due ore e mezzo di gioco con il punteggio di 7-5, 5-7, 0-6. Eliminato nel primo turno di qualificazioni agli US Open da Thomas Fabbiano, coglie due finali Challenger tra settembre ed ottobre, a Banja Luka con Maximilian Neuchrist, e a Suzhou con Jonathan Eysseric, senza però riuscire a rimpinguare il suo palmares. La stagione si rivela così avara di soddisfazione e il ranking ne risente, soprattutto in singolare dove perde circa cento posizioni a fine stagioni rispetto al 2015.
Dopo tre anni deve rinunciare agli Australian Open; inizia la stagione a febbraio e gioca principalmente nel circuito Challenger, senza però riuscire a conquistare risultati di rilievo. Ottenuta una wild card per le qualificazioni di Roma supera un turno contro Estrella Burgos ma viene estromesso al turno successivo da Berlocq. Il peggioramento in classifica lo esclude dal Roland Garros mentre riesce a rientrare nelle qualificazioni di Wimbledon dove supera un turno ma perde con Lacko nel successivo match. Per il resto pochi i risultati di rilievo del 2017: Arnaboldi non conquista infatti né titoli né finali nemmeno nel circuito Challenger e non ha accesso a nessun torneo del circuito ATP, chiudendo la stagione al 217º posto del ranking.
Nel 2018 torna a disputare le qualificazioni degli Australian Open ma viene eliminato al primo turno dallo spagnolo Munar. In aprile gioca gli unici match della stagione nel circuito maggiore conquistando l'accesso al 250 di Marrakech passando dalle qualificazioni: al primo turno supera per 6-2, 6-3 Dolhopolov ma agli ottavi viene battuto con un netto 6-0, 6-2 da Pablo Andújar, futuro vincitore del torneo.
Durante l'estate arriva per la prima volta a giocarsi un titolo Challenger sul veloce di Portorose dove affronta in finale Constant Lestienne dal quale viene superato per 6-2, 6-1. Il miglioramento in classifica gli permette di accedere alle qualificazioni degli US Open ma viene battuto all'esordio dal norvegese Casper Ruud con un doppio 6-2. L'ultimo tentativo di accedere ad un torneo di ATP risale ad Ottobre quando vince il primo turno di qualificazione di Stoccolma contro Moraing, ma viene battuto nel match successivo da Peter Polansky. L'ultimo ranking del 2018 lo vede piazzarsi alla posizione 176: per la prima volta dal 2015 torna a chiudere la stagione tra i primi duecento del mondo.

## Statistiche

### Tornei minori

#### Singolare

##### Vittorie (7)
| Legenda tornei minori |
| Challenger (0)        |
| Futures (7)           |

| N. | Data             | Torneo                | Superficie  | Avversario in finale   | Punteggio     |
| 1. | 15 novembre 2008 | Spain F43, Maspalomas | Terra rossa | Íñigo Cervantes        | 3-6, 6-3, 7-5 |
| 2. | 14 febbraio 2009 | Spain F5, Cartagena   | Terra rossa | Javier Genaro-Martínez | 6-2, 1-6, 6-2 |
| 3. | 23 maggio 2009   | Italy F11, Parma      | Terra rossa | Morgan Phillips        | 7-6, 6-3      |
| 4. | 16 ottobre 2011  | Italy F31, Biella     | Terra rossa | Julien Obry            | 6-4, 6-0      |
| 5. | 20 maggio 2012   | Italy F9, Pozzuoli    | Terra rossa | Luca Vanni             | 6-1, 6-4      |
| 6. | 27 maggio 2012   | Spain F13, Getxo      | Terra rossa | Thiemo de Bakker       | 3-6, 7-6, 6-4 |
| 7. | 14 luglio 2013   | Italy F16, Sassuolo   | Terra rossa | Walter Trusendi        | 7-6, 4-6, 6-2 |

##### Finali perse (9)
| Legenda tornei minori |
| Challenger (2)        |
| Futures (7)           |

| N. | Data             | Torneo                            | Superficie  | Avversario in finale | Punteggio           |
| 1. | 12 marzo 2006    | Italy F4, Siracusa                | Terra rossa | Fabio Fognini        | 3-6, 3-6            |
| 2. | 17 giugno 2006   | Italy F18, Bassano del Grappa     | Terra rossa | Benjamin Balleret    | 2-6, 1-6            |
| 3. | 16 marzo 2008    | Croatia F3, Parenzo               | Terra rossa | Grega Žemlja         | 6(4)–7, 1-6         |
| 4. | 2 novembre 2008  | Spain F41, Vilafranca del Penedès | Terra rossa | Jose Checa-Calvo     | 6-4, 4-6, 0-6       |
| 4. | 27 luglio 2008   | Romania F13, Târgu Mureș          | Terra rossa | Gabriel Moraru       | 6-4, 6(5)–7, 6(5)–7 |
| 5. | 4 luglio 2010    | Italy F15, Bologna                | Terra rossa | Andrea Stoppini      | 1-6, 6(3)–7         |
| 6. | 10 giugno 2012   | Italy F12, Parma                  | Terra rossa | Guillermo Hormazabal | 2-6, 7-5, 3-6       |
| 7. | 2 giugno 2013    | Italy F11, Cesena                 | Terra rossa | Guido Andreozzi      | 4-6, 4-6            |
| 8. | 11 agosto 2018   | Tilia Slovenia Open, Portorose    | Cemento     | Constant Lestienne   | 2-6, 1-6            |
| 9. | 12 dicembre 2021 | Città di Forlì III, Forlì         | Cemento (i) | Pavel Kotov          | 4-6, 3-6            |

#### Doppio

##### Vittorie (8)
| Legenda doppio |
| Challenger (2) |
| Futures (6)    |

| N. | Data            | Torneo                                           | Superficie  | Compagno                | Avversari in finale                      | Punteggio         |
| 1. | 21 ottobre 2007 | Tunisia F4, Sfax                                 | Cemento     | Jallali Walid           | Jonathan Eysseric Jerome Inzerillo       | 6-4, 6-2          |
| 2. | 13 luglio 2008  | Austria F6, Kramsach                             | Terra rossa | Juan Manuel Elizondo    | Matthew Roberts Mario Tupy               | 6-4, 5-7, [10-6]  |
| 3. | 27 luglio 2008  | Romania F13, Târgu Mureș                         | Terra rossa | Vladislav Bondarenko    | Radu Albot Andrei Ciumac                 | 5-7, 6-0, [10-1]  |
| 4. | 17 ottobre 2010 | Italy F30, Reggio Calabria                       | Terra rossa | Gianluca Naso           | Marius Copil Giuseppe Faraone            | 6-4, 6-4          |
| 5. | 24 ottobre 2010 | Croatia F7, Ragusa                               | Terra rossa | Morgan Phillips         | Alessandro Giannessi Bertram Steinberger | 6-4, 6-4          |
| 6. | 12 maggio 2013  | Italy F7, S.Margherita di Pula                   | Terra rossa | Andrea Basso            | Leandro Migani Andreas Molteni           | 6-4, 6-2          |
| 7. | 26 aprile 2015  | Città di Vercelli - Trofeo Riso Viazzo, Vercelli | Terra rossa | Hans Podlipink-Castillo | Sergey Betov Michail Elgin               | 6-7, 7-5 [10-3]   |
| 8. | 17 ottobre 2015 | Open de Rennes, Rennes                           | Cemento     | Antonio Sancic          | Wesley Koolhof Matwé Middelkoop          | 6-4, 2-6, [14-12] |

##### Sconfitte in finale (15)
| Legenda doppio  |
| Challenger (10) |
| Futures (5)     |

| N.  | Data              | Torneo                                     | Superficie       | Compagno             | Avversari in finale                      | Punteggio           |
| 1.  | 11 luglio 2004    | Denmark F2, Comune di Hørsholm             | Terra rossa      | Nicolas Tourte       | Frederik Nielsen Rasmus Norby            | 3-6, 0-6            |
| 2.  | 28 settembre 2008 | Ipsos Bucharest Challenger, Bucarest       | Terra rossa      | Máximo González      | Ruben Ramirez-Hidalgo Santiago Ventura   | 3-6, 7-5, [6-10]    |
| 3.  | 24 aprile 2011    | Italy F6, Padova                           | Terra rossa      | Walter Trusendi      | Toni Androic Dino Marcan                 | 3-6, 0-6            |
| 4.  | 19 giugno 2011    | Aspria Tennis Cup, Milano                  | Terra rossa      | Leonardo Tavares     | Adrián Menéndez Maceiras Simone Vagnozzi | 6-0, 3-6, [5-10]    |
| 5.  | 16 ottobre 2011   | Italy F31, Biella                          | Terra rossa      | Walter Trusendi      | Fabio Colangelo Marco Crugnola           | 2-6, 6-1, [8-10]    |
| 6.  | 19 agosto 2012    | Italy F22, Appiano sulla Strada del Vino   | Terra rossa      | Walter Trusendi      | Mirza Bašić Nikola Ćirić                 | 3-6, 7–6(5), [6-10] |
| 7.  | 29 settembre 2012 | Italy F22, Biella                          | Terra rossa      | Matteo Volante       | Enrico Fioravante Cristian Rodríguez     | 3-6, 2-6            |
| 8.  | 25 novembre 2012  | Dunlop World Challenge, Toyota             | Sintetico indoor | Matteo Viola         | Philipp Oswald Mate Pavić                | 3-6, 6-3, [2-10]    |
| 9.  | 7 luglio 2013     | Internazionali di Tennis dell'Umbria, Todi | Terra rossa      | Gianluca Naso        | Santiago Giraldo Cristian Rodríguez      | 6-4, 6(2)–7, [2-10] |
| 10. | 22 settembre 2013 | Pekao Open, Stettino                       | Terra rossa      | Alessandro Giannessi | Ken Skupski Neal Skupski                 | 4-6, 6-1, [7-10]    |
| 11. | 10 maggio 2014    | Roma Open, Roma                            | Terra rossa      | Flavio Cipolla       | Radu Albot Artem Sitak                   | 6-4, 2-6, [9-11]    |
| 12. | 11 marzo 2015     | Kazan Kremlin Cup, Kazan'                  | Cemento indoor   | Matteo Viola         | Michail Elgin Igor Zelenay               | 3-6, 3-6            |
| 13. | 13 settembre 2015 | Aon Open Challenger, Genova                | Terra rossa      | Alessandro Giannessi | Guillermo Durán Horacio Zeballos         | 5-7, 4-6            |
| 14. | 18 settembre 2016 | Banja Luka Challenger, Banja Luka          | Terra rossa      | Maximilian Neuchrist | Roman Jebavý Jan Satral                  | 6(3)–7, 6-4, [7-10] |
| 15. | 30 ottobre 2016   | China International Suzhou, Suzhou         | Terra rossa      | Jonathan Eysseric    | Michail Elgin Aleksandr Kudrjavcev       | 6(3)–7, 6-4, [7-10] |